# Museo de arte moderno (Bakú)
El museo del arte moderno de Bakú (en azerbaiyano: Bakı Müasir İncəsənət Muzeyi) – es un museo, que está situada en la capital de Azerbaiyán, Bakú. El edificio fue diseñado por el arquitecto francés Jean Nouvel.
El museo fue abierto el 20 de marzo de 2009 con la participación del presidente de Azerbaiyán Ilham Aliyev, primera dama de Azerbaiyán Mehriban Aliyeva y director general de UNESCO Koichirō Matsuura. El autor del diseño del museo es pintor famoso Altay Sadikhzadeh.
El objetivo fundamental del museo es desarrollo de la escuela azerbaiyana de arte, incluyendo el programa del apoyo a los jóvenes y pintores, las obras de los que se exhiben en el museo.

## Exposición

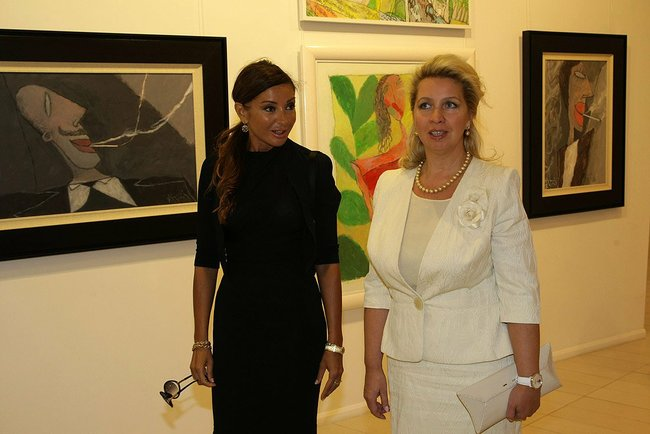
Svetlana Medvedeva y Mehriban Aliyeva en el museo del arte moderno de Bakú

Aquí se exhibe las obras, creadas desde la segunda mitad del siglo XX, particularmente de los pintores y escultores azerbaiyanos. En el museo se exhibe más de 800 obras en estilo de vanguardismo de los pintores y escultores azerbaiyanos, como Sattar Bakhlulzadeh, Boyukagha Mirzazadeh, Elmira Shakhtakhtinskaya, Tahir Salahov, Omar Eldarov, Nadir Abdurrakhmanov, Genadi Brijatyuk, Rasim Babaev, Ashraf Muradov, Fazil Nacafov, Mamed Mustafaev, Agha Huseinov, Mir-Nadir Zeinalov, Fuad Salaev, Farhad Khalilov, Darvin Velibekov, Eldar Mamedov, Mikhail Aburrakhmanov, Museib Amirov, Makhmud Rustamov, Husein Haqverdi, Eliyar Alimirzaev, Rashad Babaev, Altay Sadikhzade, etc.
En el museo también existen sala del arte infantil, biblioteca, sala de videos, restaurante y café de arte.
Entre las exposiciones del museo también hay las obras de los pintores europeos – fundadores del estilo vanguardismo – Salvador Dalí, Pаblo Picasso, Marc Chagall.

## Salas

### Galería de metrópolis
Galería de metrópolis es un parte de museo, que realiza la venta de las obras del arte moderno de los pintores y escultores. Galería consta de dos salas.

### Librería
Аquí se representa la gran colección de los libros de la Antigüedad, Edad Media y período nuevo.